# Foramen mentale

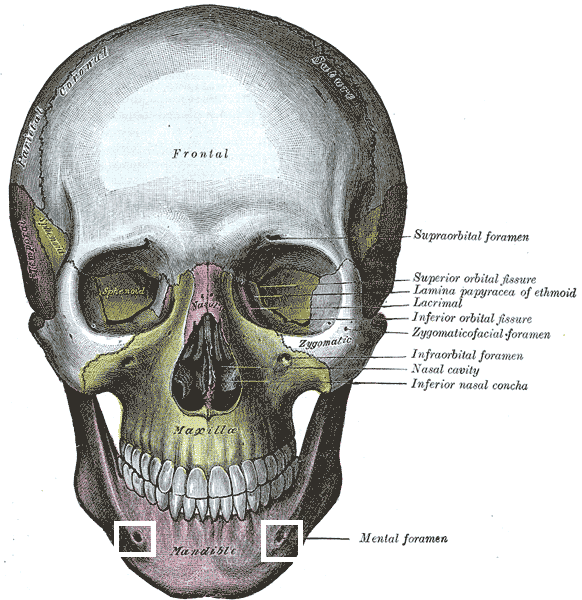
A koponya szemből (alul a két fehér négyzet jelöli a lyukakat)

A foramen mentale egy lyuk az alsó állcsont (mandibula) majdnem elülső részének mindkét oldalán egy vonalban a foramen supraorbitale-lal és a foramen infraorbitale-lal. A nervus mentalis és venae dentalis fut itt keresztül. A canalis mandibularis itt végződik.